# Bleach (sezonul 14)
Bleach Sezonul 14 – Arrancar: Prăbușirea (2010-2011)
Episoadele din sezonul paisprezece al seriei anime Bleach se bazează pe seria manga Bleach de Tite Kubo. Sezonul paisprezece din Bleach, serie de anime, este regizat de Noriyuki Abe și produs de Studioul Pierrot și TV Tokyo și a început să fie difuzat pe data de 13 aprilie 2010 la TV Tokyo și s-a încheiat la data de 5 aprilie 2011.
Episoadele din sezonul paisprezece al seriei anime Bleach fac referire la lupta dintre shinigami și Soul Society împotriva lui Sosuke Aizen și armata lui de arrancari în timp ce apără fosta apărare a Orașului Karakura de invazia acesteia, în timp ce Ichigo și grupul său luptă cu arrancari în Hueco Mundo pentru a o salva pe Orihime Inoue.

## Lista episoadelor
| Nr. Ep. Original | Nr. Ep. Serie | Nr. Ep. Sezon | Titlu                                                              | Apariție           |
| ---------------- | ------------- | ------------- | ------------------------------------------------------------------ | ------------------ |
| 266              | 266           | 1             | Ichigo vs. Ulquiorra, continuare                                   | 13 aprilie 2010    |
| 267              | 267           | 2             | Inimi unite! Pumnul drept pregătit de moarte                       | 20 aprilie 2010    |
| 268              | 268           | 3             | Ură și gelozie, dilema lui Orihime                                 | 27 aprilie 2010    |
| 269              | 269           | 4             | Ichigo și Uryu, legați spate în spate                              | 4 mai 2010         |
| 270              | 270           | 5             | Începutul disperării... Ichigo, sabia de neatins                   | 11 mai 2010        |
| 271              | 271           | 6             | Ichigo moare! Orihime, strigătul sufletului!                       | 18 mai 2010        |
| 272              | 272           | 7             | Ichigo vs. Ulquiorra, concluzie!                                   | 25 mai 2010        |
| 273              | 273           | 8             | Furia rechinului! Eliberarea lui Halibel                           | 1 iunie 2010       |
| 274              | 274           | 9             | Hitsugaya, disperatul hyoten hyakkaso!                             | 8 iunie 2010       |
| 275              | 275           | 10            | Apropierea răsuflării morții, regele care domnește peste moarte!   | 15 iunie 2010      |
| 276              | 276           | 11            | Distrugere dintr-o lovitură, Sui-Feng, bankai!                     | 22 iunie 2010      |
| 277              | 277           | 12            | Punctul culminant! Kyoraku vs. Stark!                              | 29 iunie 2010      |
| 278              | 278           | 13            | Coșmarul se întoarce... Espada revin la viață                      | 6 iulie 2010       |
| 279              | 279           | 14            | Hirako și Aizen...reuniunea sorții!                                | 13 iulie 2010      |
| 280              | 280           | 15            | Hisagi și Tosen, momentul despărțirii                              | 20 iulie 2010      |
| 281              | 281           | 16            | Coroana de minciuni, ranchiuna lui Baraggan                        | 27 iulie 2010      |
| 282              | 282           | 17            | Puterea sufletului! Los lobos, atacă!                              | 3 august 2010      |
| 283              | 283           | 18            | Stark, bătălia singurătății                                        | 10 august 2010     |
| 284              | 284           | 19            | Lanțul sacrificiului, trecutul lui Halibel                         | 17 august 2010     |
| 285              | 285           | 20            | Ura de o sută de ani! Răzbunarea lui Hiyori                        | 24 august 2010     |
| 286              | 286           | 21            | Întoarcerea lui Ichigo! Protejează Orașul Karakura                 | 31 august 2010     |
| 287              | 287           | 22            | Altă poveste! Ichigo și lampa fermecată                            | 7 septembrie 2010  |
| 288              | 288           | 23            | Ultimul as din mânecă! Ichigo, către lupta decisivă                | 14 septembrie 2010 |
| 289              | 289           | 24            | Byakuya vs. Kenpachi!? Înfruntarea începe                          | 21 septembrie 2010 |
| 290              | 290           | 25            | De dragul dreptății!? Omul care i-a părăsit pe shinigami           | 28 septembrie 2010 |
| 291              | 291           | 26            | Lupta disperată contra lui Aizen! Hirako, shikai!                  | 5 octombrie 2010   |
| 292              | 292           | 27            | Război total! Aizen vs. shinigami                                  | 12 octombrie 2010  |
| 293              | 293           | 28            | Hitsugaya, înfuriat! Sabia urii!                                   | 19 octombrie 2010  |
| 294              | 294           | 29            | Imposibil de atacat? Genryusai sigilat!                            | 26 octombrie 2010  |
| 295              | 295           | 30            | Totul e o capcană... Legături premeditate!                         | 2 noiembrie 2010   |
| 296              | 296           | 31            | Adevărul șocant... Puterea misterioasă a lui Ichigo!               | 9 noiembrie 2010   |
| 297              | 297           | 32            | Sabia care se extinde!? Ichigo vs. Gin!                            | 16 noiembrie 2010  |
| 298              | 298           | 33            | Festival! Film! Festivalul de Film Shinigami!                      | 23 noiembrie 2010  |
| 299              | 299           | 34            | Comemorarea deschiderii de la cinema! Capitolul Iadului: Prolog!   | 30 noiembrie 2010  |
| 300              | 300           | 35            | Urahara apare! Opriți-l pe Aizen!                                  | 7 decembrie 2010   |
| 301              | 301           | 36            | Ichigo își pierde spiritul de luptă!? Așteptările lui Gin!         | 14 decembrie 2010  |
| 302              | 302           | 37            | Ultimul getsuga tensho!? Antrenamentul lui Ichigo!                 | 21 decembrie 2010  |
| 303              | 303           | 38            | Lumea celor vii și shinigami! Special de anul nou!                 | 4 ianuarie 2011    |
| 304              | 304           | 39            | Încă o poveste alternativă! Dușmanul de data asta e un monstru!?   | 11 ianuarie 2011   |
| 305              | 305           | 40            | Strigăte ale înșelăciunii! Hisagi, către hanul cu izvoare termale! | 18 ianuarie 2011   |
| 306              | 306           | 41            | Cu scopul de a proteja! Ichigo vs. Tensa Zangetsu!                 | 25 ianuarie 2011   |
| 307              | 307           | 42            | Situație de urgență! Aizen, o nouă evoluție!                       | 1 februarie 2011   |
| 308              | 308           | 43            | Rămas bun...Rangiku                                                | 8 februarie 2011   |
| 309              | 309           | 44            | Sfârșitul luptei feroce! Eliberează, ultimul getsuga tensho!       | 15 februarie 2011  |
| 310              | 310           | 45            | Alegerea lui Ichigo! Prețul luptei feroce                          | 22 februarie 2011  |
| 311              | 311           | 46            | Detectivul sufletelor: Karakuraizer ia oprit din nou!              | 1 martie 2011      |
| 312              | 312           | 47            | Inaugurare! Noul căpitan al Brigăzii 2!                            | 8 martie 2011      |
| 313              | 313           | 48            | Cel care își riscă viața în Brigada 11!                            | 15 martie 2011     |
| 314              | 314           | 49            | Kon l-a văzut! Secretul unei doamne frumoase                       | 22 martie 2011     |
| 315              | 315           | 50            | Prietenul lui Yachiru! Shinigamiul dreptății își face apariția!    | 29 martie 2011     |
| 316              | 316           | 51            | Vacanța lui Toshiro Hitsugaya!                                     | 5 aprilie 2011     |